# Piprahva

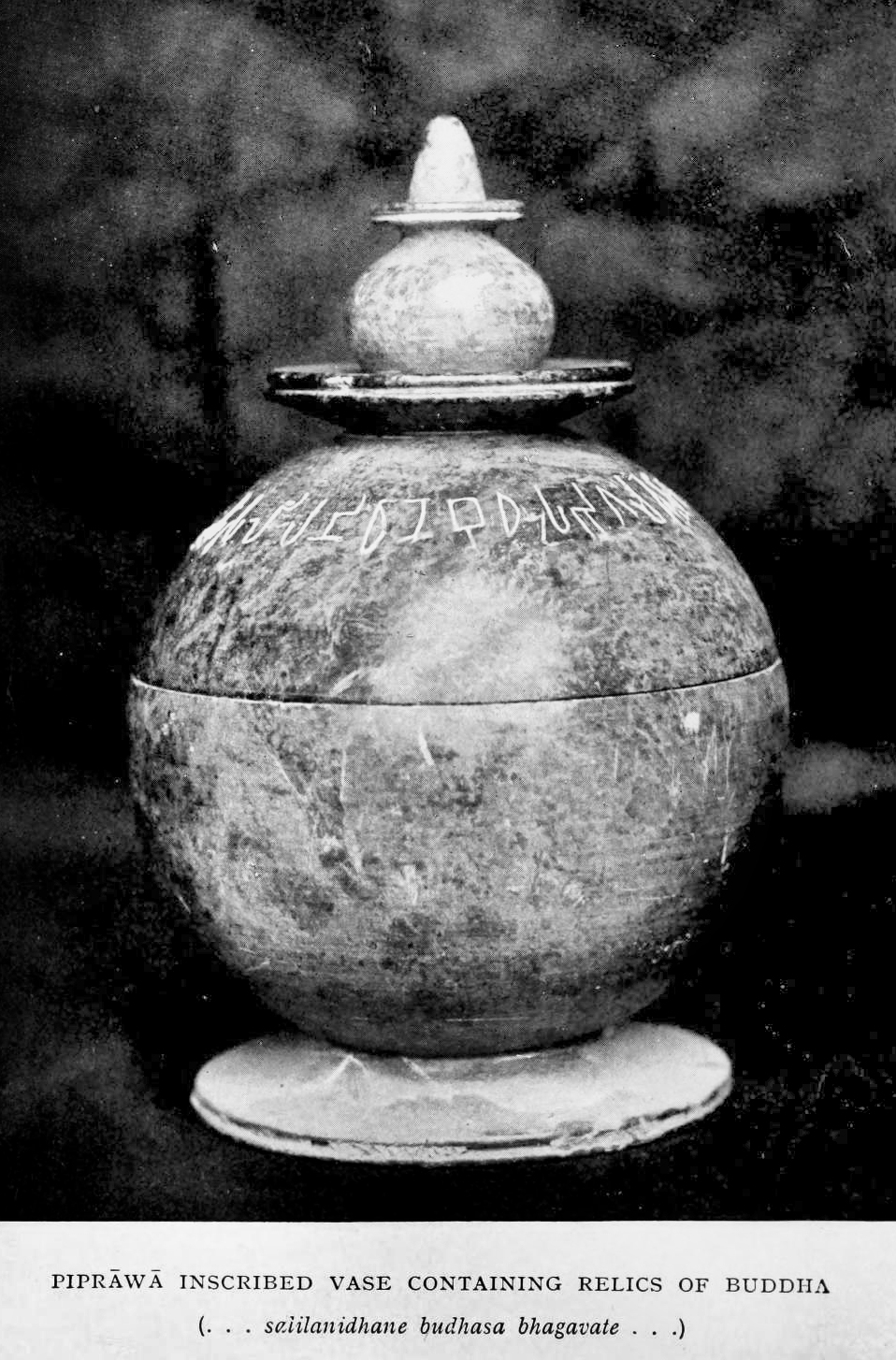
Piprahvai váza Buddha ereklyéivel. A feliraton ez áll: „...salilanidhane Budhasa Bhagavate...” azaz „A Buddha Úr ereklyéi”

Piprahva (hindiül: पिपरहवा) falu India Uttar Prades államában, Sziddharthanagar kerületben, Sziddharthanagar város közelében. Itt termesztik a kalanamak rizst, amely egy illatos és fűszeres rizsfajta. A település a történelmi Buddha szülőföldjének szívében fekszik, 9 mérföldre a világörökség részét képező Lumbinitől, amelyet Gautama Buddha születési helyének tartanak.
Piprahva leginkább régészeti lelőhelyéről és feltárásairól ismert, amelyek arra utalnak, hogy itt temették el a Buddha hamvainak egy részét, amelyet saját sákja klánja kapott. A helyszínen egy nagy sztúpa, több kolostor romjai és egy múzeum található. A szomszédságában található Ganwaria dombján ősi lakóépületeket és szentélyeket tártak fel.

## A Buddha halála
A piprahvai sztúpa története Buddha halálával kezdődik. A Maháparinibbána-szutta szerint a hamvasztás után vita támadt i. e. 480 körül. „A kapilavatthui sákják megtudták, hogy Kusinárában a Boldog elhunyt. Üzentek a kusinárai malláknak: »A Boldog a mi nemzetségünk legnagyobbja volt. Méltók vagyunk arra, hogy részesüljünk az ereklyékből. Sztúpát emelünk föléjük, és ünnepet tartunk tiszteletükre.« A mallák így feleltek: »A Boldog a mi városunkban hunyt el. Nem adjuk át az ereklyék egy részét sem.« Ekkor lépett közbe a bráhman Dona, emlékeztetve őket Buddha tanításaira, és javasolta, hogy kerüljék el a »viszályt, háborút és vérontást«, és osszák szét az ereklyéket a nyolc igénylő királyság között, hogy »távol és széles földön sztúpák emelkedhessenek«.”
A Buddha saját sákja klánja is részesült, ahogy hét másik királyság is. Az ereklyéket ők nyolc sztúpában helyezték el, illetve emeltek további két sztúpát a hamvasztási máglya hamvainak, a csontoknak és hamvakat összegyűjtő edényeknek.
A sákják által épített sztúpa évszázadokon át érintetlen maradt, míg a buddhizmus jelei eltűntek a Buddha szülőföldjéről. Egy hindu újjáéledés következtében a buddhizmus visszaszorult, illetve Thaiföldön, Srí Lankán, Kínában, Kambodzsában, stb. terjedt tovább. A szobrokat elpusztították vagy lefejezték a perzsa, arab, mongol, mogul és hun inváziók során.

## William Claxton Peppé ásatásai
Több mint 2000 évig a sákják által épített sztúpa érintetlenül, növényzettel benőve állt Piprahva falu mellett, az indiai-nepáli határ indiai oldalán. Még ötven évnyi brit sztúpakutatást is átvészelt, anélkül, hogy bárki olyan ereklyetartót talált volna, amely a Buddha ereklyéit őrizte volna. 1897-ben egy különösen nagy földhalom keltette fel William Claxton Peppé, brit gyarmati mérnök és földbirtokos figyelmét, akit a nemrégiben felfedezett lumbini oszlop inspirált, amely a Buddha születési helyét jelölte. Az 1896–97-es indiai éhínség megtizedelte a régiót, aminek következtében a földbérlők munkára szorultak. Peppé egy csapatot vezetett, akik egy mély árkot ástak a halmon keresztül. 18 láb vastag téglafalon áthatolva egy nagy kő, kazettás mennyezethez jutottak, amely öt kis vázát tartalmazott csonttöredékekkel, arany ékszerekkel és finoman megmunkált díszekkel. Ezek az ereklyetartók adták együtt a legnagyobb, egy helyen talált értékes leletet: kb. 1800 drágakő és féldrágakő (sok fúrt és csiszolt), hegyikristály, gyöngy, kagyló, korall, domborított arany- és ezüstlemez, granulált arany, valamint szentként tisztelt csont és hamu.

## A felirat

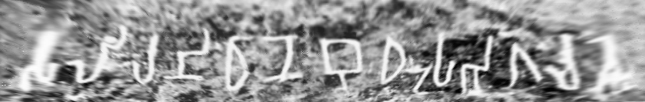
A piprahwai váza feliratának részlete. A felirat: Sukiti-bhatinaṃ sabhaginikanam sa-puta-dalanam iyaṃ salila-nidhane Budhasa bhagavate sakiyanam „A Buddha Úr ereklyéi” (bráhmi írás).

Az egyik vázán bráhmi felirat volt, melyet Georg Bühler, korának vezető európai epigráfusa így fordított:
 „Ez a Sákja Sukírtí-fivérek, nővéreik, fiaik és feleségeik által adományozott ereklyetartó a sákják Áldott Buddhájának maradványait tartalmazza.” 

Ez a fordítás azt jelentette, hogy a csonttöredékek a buddhizmus alapítója, Gautama Buddha földi maradványai közé tartoznak. Az ismeretlen szavak értelmezése kihívást jelentett, különösen, hogy a felirat másolatai sem voltak mindig pontosak. Peppé eredeti másolatából egy apró részlet hiányzott, asszisztense másolatai pedig további hibákat tartalmaztak. Az ambiciózus páli tudósok szenvedélyesen vitáztak a fordításokon, gyakran eltérő szövegekből dolgozva. Az elkövetkező években a felirat pontos jelentéséről folyt a vita. Vincent Smith, William Hoey, Thomas Rhys Davids és Emile Senart is úgy fordították, hogy ezek a Buddha ereklyéi. 1905-ben John Fleet, az indiai kormány volt epigráfusa egy eltérő fordítást közölt:
„Ez Sukírtí testvéreinek, a Buddha, a Boldog rokonainak ereklyéinek letéteménye, nővéreikkel, gyermekeikkel és feleségeikkel együtt.”
 Ezt az értelmezést kortársai elutasították. Fleet később visszavonta véleményét. Végül a tudományos konszenzus Auguste Barth fordítását fogadta el:
 „Ez a sákják Áldott Buddhájának ereklyetartója, a Sukírtí-fivérek, nővéreik, fiaik és feleségeik adománya.” 
Több mint száz évvel később, a 2013-as Buddha csontjai (Bones of the Buddha), angol dokumentumfilmben Harry Falk, a Szabad Berlini Egyetem epigráfusa megerősítette, hogy ezek valóban Buddha maradványai. A kalkuttai Indiai Múzeumban vizsgálva a leletet, Falk így fordította a feliratot:
 „Ez a (nidhāna) elhelyezése a Buddha [1: a sákják] úr testi maradványainak (śarīra), (a [2: sákja] fivérek érdemére), nővéreikkel, fiaikkal és feleségeikkel együtt.” 
 A korábbi fordítások Sukírtí szavát vagy tulajdonnévként, vagy a Buddha „jó hírű” epitetonjaként értelmezték, Falk azonban a nidhane szóra helyezte a hangsúlyt, amelyet nem pusztán tartóedénynek, hanem a teljes sztúpaépítménynek tartott, amelyet a Sákják emeltek a Buddha ereklyéinek. Falk szerint a piprahvai ereklyetartó valóban a Buddha hamvainak egy részét tartalmazta, és a felirat hiteles. A Metropolitan Museum of Art Tree and Serpent kiállításának katalógusában John Guy kurátor így ír: „Észszerű feltételezni, hogy a piprahvai csontereklyék a Sákja klán részét képezték az eredeti, a bráhman Drona által végzett felosztásban, ahogy az a feliratból is következik, és hogy a hét fennmaradt ereklyetartó és azok értékes tartalma a sztúpa Asóka uralkodása alatti vagy utáni újjáépítésekor került elhelyezésre.”

## A relikviatartó urna és a sztúpa keltezése
1997-ben Ahmad Hasan Dani epigráfus és régész felhívta a figyelmet arra a kihívásra, amelyet az elszigetelt leletek jelentenek a paleográfiai vizsgálatok és a keltezés szempontjából. Úgy vélte, hogy „a feliratot megbízhatóan az i. e. 2. század első felére lehet keltezni”, ugyanakkor megjegyezte: „a Piprahva vázán - amelyet a Basti kerületben, Uttar Pradesben találtak - gondatlanul karcolták a szteatitkőbe a feliratot. Mivel a felirat a Buddha maradványaira utal, eredetileg a Maurja-kor előtti időszakra datálták, de az Asóka-kori bráhmi írással való összehasonlítás alapján az i. e. 3. századra helyezték át.” Dani keltezése szerint a felirat mintegy 250 évvel Buddha történeti halála (i. e. 480) után keletkezett, ami arra utal, hogy maga a sztúpa is Buddha élete után épülhetett. Ezt az időbeli különbséget valószínűleg Asóka császár buddhizmushoz való megtérése magyarázza. Asóka kegyetlen és véres uralkodó volt, aki i. e. 268–232 között uralkodott. Állítólag testvéreit is megölte a trónért, de a kalingai háború brutalitása után – ahol „100 000 embert és állatot mészároltak le” – minden erőszakról lemondott, és a buddhizmus követője lett. Ezt követően rendeletet adott ki sztúpák építésére, és elrendelte a Buddha maradványainak szétosztását birodalmában. The Legend of King Aśoka: A Study and Translation of the Aśokāvadāna. Motilal Banarsidass Publ (1989. július 27.)
Csak az 1970-es években vált világossá a piprahwai sztúpa történeti fejlődése. K. M. Srivastava felismerte, hogy „előfordult már, hogy ugyanannak a személynek a relikviáit két különböző szinten is elhelyezték”. Kapilavastu in Basti District of U.P.. Nagpur: Nagpur Buddhist Centre, 7. o. (1978. július 27.) Az Indiai Régészeti Szolgálat expedícióját vezette, amely mélyebbre ásott, mint Peppé. Két szteatit ereklyetartót találtak, amelyekben apró csonttöredékek voltak, két, égetett téglából épült kamrában (méretük: 81×81 cm és 36 cm mély). Néhány törött edény, amely valószínűleg az ereklyetartók fedelét képezte, az ún. Northern Black Polished Ware (északi fekete polírozott kerámia) típusába tartozott, amely ezt a leletet i. e. 400–500-ra datálja, ami összhangban van a Buddha halálának (Kr. e. 480) elfogadott dátumával.
Srivastava arra a következtetésre jutott, hogy a sztúpa három fázisban épült. Az elsőt a sákják emelték közvetlenül Buddha halála után. Valószínűleg követte Buddha utasítását, hogy földdel temessék el, amelyet „úgy halmoznak fel, mint a rizst az alamizsnás tálban”, és hogy a sztúpát útkereszteződés mellé helyezzék, hogy az arra járók megállhassanak, tiszteletüket tehessék, és ezzel érdemeket szerezzenek. Az így létrejött kör alakú, vályogból épült szerkezet átmérője 19 méter, magassága 3,7 méter volt.
Peppé a második, Asóka-kori fázist tárta fel, amelyet jól kiégetett, rizzsel és szalmával kevert agyagtéglákból, koncentrikus körökben, agyaghabarccsal raktak le. A sztúpa és az általa őrzött kőkoporsó mindenben a magas színvonalú Asóka-kori mestermunkát mutatja, de a bővítés valószínűleg még Asóka halála után is folytatódott. Az alap átmérője 35 méter, magassága 6,7 méter volt.
A harmadik építési szakasz során a sztúpa magasságát tovább növelték, az alapot négyzetesre alakították, és kolostorépületeket is emeltek köré. Ez ismeretlen időpontban történt, de valószínűleg a Kusán-korban, nagyjából 250 évvel Asóka uralkodása után.

## Az ereklyék szétosztása

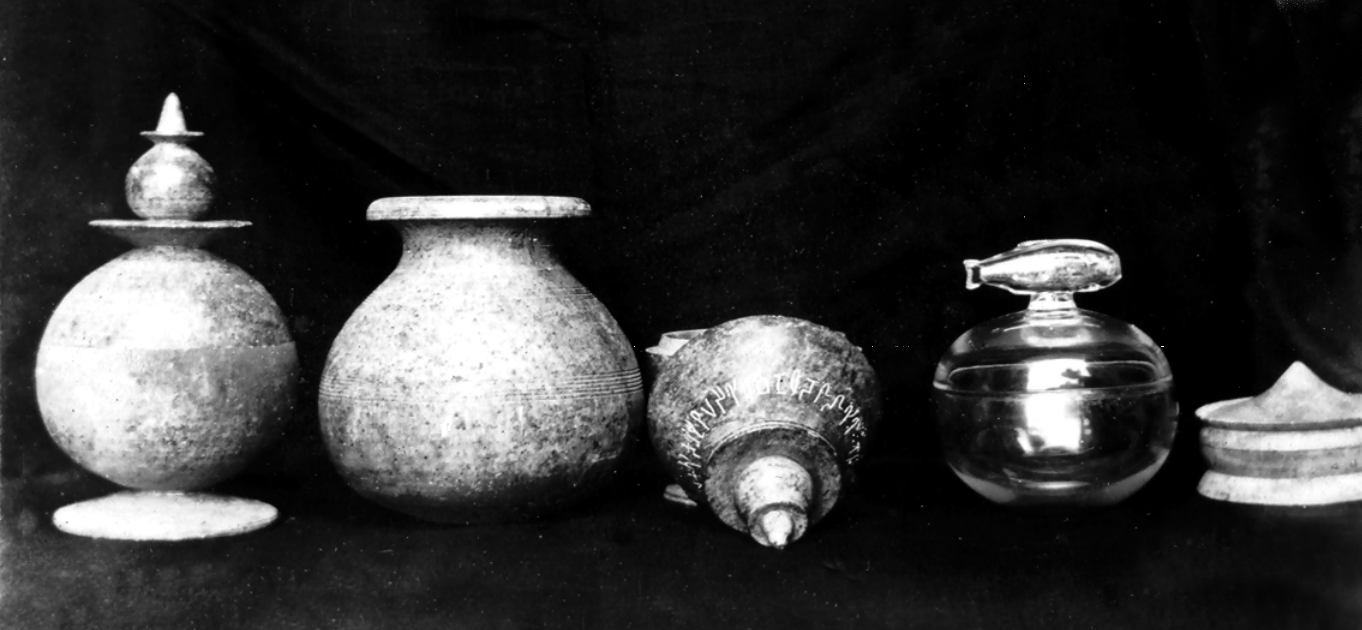
A Piprahvában talált öt ereklyetartó

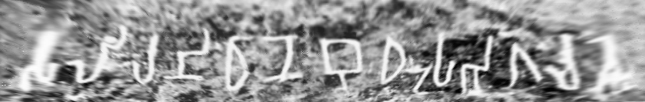
A piprahvai váza feliratának részlete. A felirat: Sukiti-bhatinaṃ sabhaginikanam sa-puta-dalanam iyaṃ salila-nidhane Budhasa bhagavate sakiyanam „A Buddha Úr ereklyéi” (bráhmi írás)

Prisdang herceget (más néven Jinavaravansa) - az egykori sziámi nagykövet és V. Ráma király unokatestvére - Srí Lankán szerzetessé avatták, és a felfedezés után röviddel érkezett Piprahvába. Hamarosan megtudta, hogy W.C. Peppé a leleteket a kormány rendelkezésére bocsátotta. Meggyőző érvekkel próbálta rávenni a brit kormányzatot, hogy adják át a csontereklyéket a sziámi királynak, hogy azokat más országok buddhista közösségei között is megosszák. Ezt az elképzelést az alsóbb szintű brit tisztviselők támogatták, és végül eljutott a főkormányzóhoz is. Ez kézenfekvő megoldásnak tűnt, amely megnyugtathatta volna azokat a buddhistákat, akiket felháborított, hogy a nemrégiben felfedezett Bodh-Gaja, a Buddha megvilágosodásának helyszíne, hindu fennhatóság alatt maradt. Egyúttal jóindulatú gesztus volt egy olyan ország felé, amelynek akkoriban a francia, orosz és holland nagyhatalmak is udvaroltak. 1899-ben ünnepélyes ceremónián adták át a csontereklyéket V. Ráma király követének, aki Bangkokba vitte azokat. Prisdang herceg kérését, hogy részt vehessen az eseményen, nem teljesítették.
A csontereklyéket azonnal több helyszínen osztották szét, köztük az Arany-hegy templomban (Wat Saket) Bangkokban (Thaiföld), a Shwedagon pagodában Jangonban (Burma), az Arakan pagodában Mandalajban (Burma), a Dipaduttamarama templomban Colombóban (Srí Lanka), a Waskaduwe vihárában Kalutarán (Srí Lanka), és a Marichiwatta sztúpában Anuradhapurában (Srí Lanka).
Az arany- és ékszerfelajánlások többségét az indiai kormány a kalkuttai Indiai múzeumban helyezte el. Ma már csak egy másolat látható kiállítva. Az ereklyékről készült fényképeket a piprahwai Kapilavasztu múzeumban is meg lehet tekinteni, amelyet buddhista zarándokok látogatnak.
W. C. Peppé engedélyt kapott arra, hogy néhány „duplikált tárgyat” megtartson, amelyeket többek között a zürichi Rietberg Múzeumban, a New York-i Rubin Múzeumban, a szingapúri Ázsiai civilizáció múzeumban, a New York-i Metropolitan Museum of Artban és a szöuli Koreai nemzeti múzeumban állítottak ki. Peppé néhány darabot Prisdang hercegnek és annak buddhista mesterének, Sri Subuthinak is ajándékozott.
December 16-án (buddhista naptár szerint 2554) ezen kapilavatthui Buddha-ereklyék egy részét a thaiföldi Ratanawan kolostor szerzetesi közösségének ajánlották fel. 2012 januárjában néhányat ezek közül a Buddha Homage Reliquary Hallban, a Ratanawan kolostorban helyeztek el.
A jeles ceremónián számos magas rangú szerzetes vett részt, köztük Ácsán Szumédhó és Ácsán Viradhammo.

## Fordítás
Ez a szócikk részben vagy egészben  a   Piprahwa című angol Wikipédia-szócikk ezen változatának fordításán alapul.  Az eredeti cikk szerkesztőit annak laptörténete sorolja fel. Ez a jelzés csupán a megfogalmazás eredetét és a szerzői jogokat jelzi, nem szolgál a cikkben szereplő információk forrásmegjelöléseként.

## További irodalom
- Allen, Charles. The Buddha and Dr Führer: an archaeological scandal, 1st, London: Haus Publishing (2008). ISBN 978-1-905791-93-4
- Allen, Charles (2012), "What happened at Piprahwa: A chronology of events relating to the excavation in January 1898 of the Piprahwa Stupa in Basti District, North-Western Provinces and Oude (Uttar Pradesh), India, and the associated 'Piprahwa Inscription', based on newly available correspondence", Zeitschrift für Indologie und Südasienstudien 29:  1–19, OCLC 64218646
- Bühler, Georg (1898. április 1.). „Preliminary note on a recently discovered Sakya inscription”. Journal of the Royal Asiatic Society of Great Britain and Ireland (Correspondence: Note 14), 387–389. o. JSTOR 25207982.
- Dani, AH (1997), Indian Palaeography (3rd ed.), New Delhi: Munshiram Manoharlal Publishers, pp. 56, ISBN 978-8121500289
- (1907) „The Inscription on the Piprahwa Vase”. Journal of the Royal Asiatic Society of Great Britain and Ireland 39, 105–130. o. DOI:10.1017/S0035869X00035541. JSTOR 25210369.
- (2003) „The Ratna Chetiya Dipaduttamarama, Colombo”. Journal of the Royal Asiatic Society of Sri Lanka 48, 213–236. o. JSTOR 23731479.
- Mishra, S (2005-09-15), Kalanamak: the future of Indian scented rice?, New Delhi: Society for Environmental Communications, <http://www.downtoearth.org.in/node/10106>. Hozzáférés ideje: 2014-11-29
- Peppe, WC (July 1898), "The Piprahwa Stupa, containing relics of Buddha", With a Note by V.A. Smith. Journal of the Royal Asiatic Society of Great Britain and Ireland (no. Article XXIII):  573–88
- Sharda, Shailvee (4 May 2015), "UP's Piprahwa is Buddha's Kapilvastu?", Times of India, <http://timesofindia.indiatimes.com/india/UPs-Piprahwa-is-Buddhas-Kapilvastu/articleshow/47143085.cms?>
- Smith, V. A. (Oct., 1898), The Piprāhwā Stūpa, Journal of the Royal Asiatic Society of Great Britain and Ireland, p. 868
- Srivastava, KM (1979), "Kapilavastu and Its Precise Location", East and West 29 (1/4):  61–74
- Srivastava, KM (1980). „Archaeological Excavations at Piprāhwā and Ganwaria and the Identification of Kapilavastu”. The Journal of the International Association of Buddhist Studies 13 (1), 103–110. o.
- Excavations at Piprahwa and Ganwaria (Memoirs of the Archaeological Survey of India No 94). New Delhi: Archaeological Survey of India (1996. július 27.)
- Srivathsan, A (2012-08-20), "Gautama Buddha, four bones and three countries", Colombo Telegraph (Colombo, Sri Lanka), <http://www.colombotelegraph.com/index.php/gautama-buddha-four-bones-and-three-countries/>. Hozzáférés ideje: 2014-11-29
- Tuladhar, Swoyambhu D. (November 2002), "The Ancient City of Kapilvastu - Revisited", Ancient Nepal (no. 151):  1–7, <http://himalaya.socanth.cam.ac.uk/collections/journals/ancientnepal/pdf/ancient_nepal_151_01.pdf>